# Division 5 i ishockey
Division 5 är en serie och den sjunde högsta divisionen i ishockey för herrar i Sverige. Serien finns endast i Stockholmsområdet och administreras av det lokala distriktet i Stockholm och antalet grupper kan ändras från säsong till säsong. Divisionen är den lägsta serien i Stockholmsdistrikten men säsongen 2014/2015 fanns dock en lägre serie, Division 6.

## Indelning
Säsongen 2024/2025 består Division 5 av följande serier:
- Division 5 Norra Stockholm[1]
- Division 5 Södra Stockholm[2]

### Webbkällor
1. ↑  ”Division 5 Norra Stockholm”. Svenska Ishockeyförbundet. https://stats.swehockey.se/ScheduleAndResults/Overview/16855. Läst 7 december 2024.
2. ↑  ”Division 5 Södra Stockholm”. Svenska Ishockeyförbundet. https://stats.swehockey.se/ScheduleAndResults/Live/16856. Läst 7 december 2024.